# Metadiscocyrtus fornicatus
Metadiscocyrtus fornicatus is een hooiwagen uit de familie Gonyleptidae.